# Ulfhielm
Ulfhielm är en svensk adelsätt, med delvis samma ursprung som ätten Elgenstierna nr 1618.
Stamfader för ätten är Ambiörn Ulf (död 1700) som var postmästare i Jönköping och överpostinspektor i Göta rike. Han var gift två gånger. Första hustrun var Helena Engelbrecht som var dotter till inspektoren i Värmland Henric Engelbrecht och Margareta Flug. I det äktenskapet föddes Ambiörn Ulf (1680–1751). Han gifte om sig Catharina Pahl, dotter till rådmannen i Stockholm Hans Pahl. I det äktenskapet föddes Johan Wilhelm som adlades med namnet Elgenstierna.
Ambiörn Ulf, född 4 februari 1680 i Jönköping, död 6 maj 1751 i Almunge, var en svensk soldat som bland annat stred i Polen under Stora nordiska kriget. Han var major vid Upplands regemente och gift med Märta Kafle, dotter till Bengt Kafle och Elisabeth Bure som skänkt predikstolen till Almunge kyrka. Han adlades år 1713 i Timmurtasch vid Adianopel i Turkiet av Karl XII och antog namnet Ulfhielm. Ambiörn Ulfhielms namn återfinns på stenen "Söner av Småland" i Jönköpings stadspark som visar kända män som är födda i Småland.
Ätten introducerades med nummer 1479. Vapenskölden symboliserar namnet med ett ulvhuvud. Namnet, med stavning från början av 1700-talet, uttalas 'ulvhjälm'. Till släkten hör överstelöjtnant Claes Anders Ulfhielm som ledde Skellefteå kompani under finska kriget, och med sin son Claes Ambjörn Umfhielm deltog i slagen i Vasa, Alavo och Oravais, och Bengt Fredrik Ulfhielm som såsom ung volontär i Västerbottens regemente tillfångatogs i Vasa. Vid slaget om Lejonströmsbron tillfångatogs överstelöjtnant Claes Anders Ulfhielm och hans söner Claes Ambjörn och Otto Anders. Sentida medlemmar av ätten är Börje Ulfhielm, Hans Ulfhielm och Kjell Ulfhielm.